# Jazy Berlin
Pour les articles homonymes, voir Berlin (homonymie).
Jazy Berlin, née le 17 avril 1986 à Minneapolis, est une actrice de films pornographiques américaine.

## Filmographie sélective
Films érotiques
- 2012 : Dirty Blondes from Beyond (téléfilm) : Vema
- 2014 : Sexy Warriors (téléfilm) : Diana
- 2015 : Lust in Space : Susan
- 2015 : Erotic Vampires of Beverly Hills : Stacy

Films pornographiques
- 2009 : We Live Together.com 11
- 2010 : Molly's Life 5
- 2010 : We Live Together.com 12
- 2011 : We Live Together.com 18
- 2011 : We Live Together.com 19
- 2012 : Big Tits in Uniform 7
- 2013 : Bad Girls Have Tattoos
- 2014 : Complete Satisfaction
- 2015 : Busty Blonde Blowout
- 2016 : Petite Teen Aiden Ashley Toy-fucked by Older Lesbian

## Distinctions
Nominations
- 2011 : AVN Award - Best Group Sex Scene - Bonny & Clide[1]